# Gaspare Spontini
Gaspare Luigi Pacifico Spontini (14. listopadu 1774, Maiolati Spontini – 24. ledna 1851, tamtéž) byl italský hudební skladatel a dirigent.

## Život
Narodil se v malé obci Maiolati v provincii Ancona, která si později připojila ke svému názvu jméno skladatele – Maiolati Spontini. Byl jedním z pěti dětí chudých rodičů a měl zpočátku být, stejně jako jeho bratři, knězem. Když však prokázal mimořádný hudební talent, bylo mu umožněno studovat na konzervatoři "Conservatorio della Pieta de 'Turchini" v Neapoli. Studoval zde v letech 1793–1795 a jeho učitelem byl Giacomo Tritto a pravděpodobně i Domenico Cimarosa. Jeho první opera, Li puntigli delle donne, byla již v roce 1796 uvedena při karnevalu v Římě. Záhy se stal oblíbeným operním skladatelem. V letech 1796–1803 uvedl na scénu 11 oper, které se hrály na předních italských operních scénách (Řím, Benátky, Palermo, Neapol, Florencie). V roce 1800 vystřídal Cimarosu ve funkci dvorního skladatele v Palermu.
V roce 1803 přijel do Paříže a během necelých čtyř let byl přijat ke dvoru hraběte Rémusat, přítele budoucí císařovny Joséphine de Beauharnais|Josefiny a její dcery Hydrangey, které obě toužily zpívat, zejména romance v té době v Paříži oblíbené. 31. prosince 1803 debutoval v pařížském divadle Théâtre-Italien komickou operou La finta filosofa, která již byla uvedena v Neapoli v roce 1799 a získal velký úspěch.

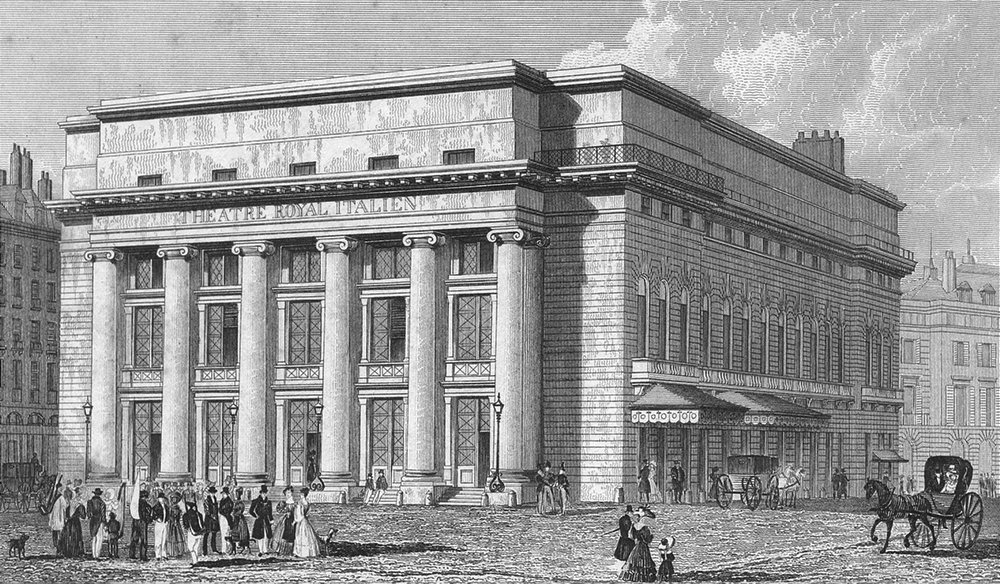
Théâtre-Italien v Paříži

12. května 1804 uvedl Spontini komickou operu La petite maison, jejíž partitura se nedochovala, ale o níž se s nadšením vyjádřil Hector Berlioz. 27. listopadu téhož roku se konala premiéra opery Milton v divadle Feydeau, která byla věnována císařovně Josefině. Její hudba evokuje hudbu Mozartovu.
Díky úspěchu svých komických oper a podpoře dvora byl přijat do Académie Impériale de Musique (Grand Opéra de Paris) a v roce 1805 byl jmenován dvorním skladatele císařovny (compositeur particulier de la chambre).V roce 1807 zkomponoval svou nejlepší operu La vestale. Její premiéra 15. prosince 1807 v pařížské Opeře učinila ze Spontiniho jednoho z největších italských skladatelů té doby. Jeho současníci Cherubini a Meyerbeer ji považovali za mistrovské dílo a i pozdější skladatelé jako Berlioz a Wagner ji obdivovali. V roce 1810 získala opera ocenění jako nejlepší opera uplynulé dekády. Spontini byl jmenován hlavním dirigentem divadla Théâtre Italien de Paris a v roce 1813 se stal členem jury, která posuzovala libreta předložená pařížské Opeře.
3. srpna 1811 se ve věku 37 let Spontini oženil s Marií Caterinou Celeste Erardovou, která byla dcerou Giovanni Battisty Érarda a neteří Sébastiena Érarda, největších konstruktérů klavírů a harf. Děti neměli a manželka se po celý život věnovala charitativní činnosti.
Během Španělské války za nezávislost podporoval Napoleon taková díla jako byla Spontiniho následující opera Fernand Cortez (1809), která se odehrávala v průběhu španělského dobývání Mexika za vlády španělského krále Karla V.

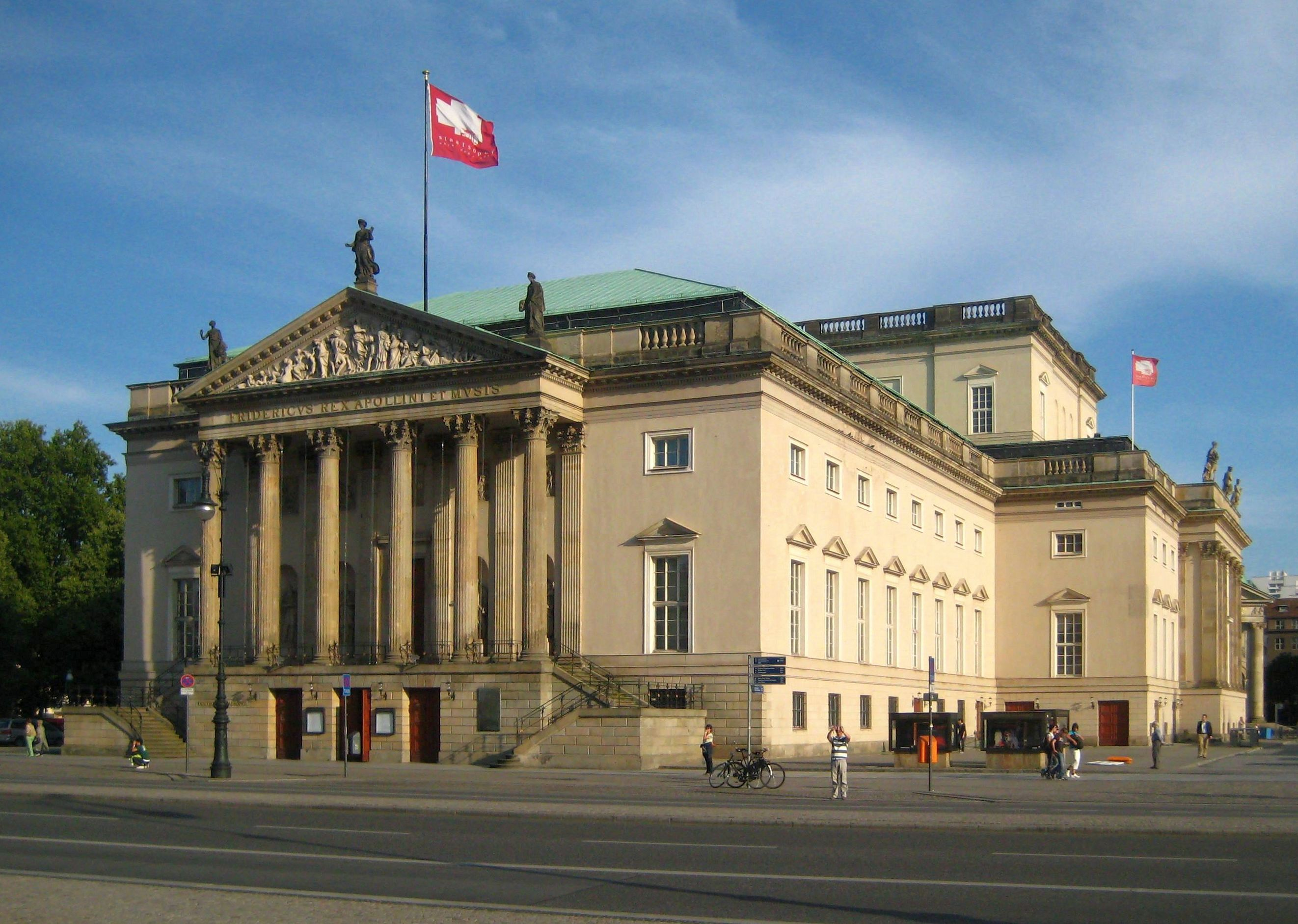
Berlínská státní opera

Další opera Olympie byla v Paříži přijata rozpačitě a kromě toho bylo její uvádění pozastaveno s ohledem na vraždu vévody Du Berry, synovce krále Ludvíka XVIII. Spontini operu přepracoval a novou verzi věnoval pruskému králi Fridrichu Vilému III. Byla uvedena 21. května v Berlínské státní opeře a slavila mimořádný úspěch. Skladatel byl v Berlíně jmenován Prvním kapelníkem a obdržel titul General-Musik-Direktor (Generální hudební ředitel). První operou, kterou Spontini v Berlíně zkomponoval byla slavnostní opera Lalla Rookh (1821), kterou následujícího roku přepracoval na lyrické drama Nurmahal oder das Rosenfest von Kaschmir. V tomto roce se také nakrátko vrátil do Itálie. Navštívil své rodné město a při té příležitosti ho obec Jesi uvedla mezi místní šlechtice.
V létě roku 1838 byl ze služeb krále Fridricha Viléma propuštěn. Odejel do Anglie, kde byl na dvoře královny Viktorie přijat s velkými poctami. Pro královnu zkomponoval několik kantát. Po krátké zastávce v Paříži se koncem roku 1838 vrátil do Itálie. V následujících letech se intensivně zabýval reformou církevní hudby. V roce 1847 ukončil svou uměleckou dráhu slavnostním uvedením opery Olimpia na festivalu v Kolíně nad Rýnem, které osobně řídil. Vrátil se do své rodné obce Maiolati, kde 24. ledna 1851 zemřel. Na jeho počest byla obec Maiolati přejmenována na Maiolati Spontini.

## Dílo

### Opery
- Li puntigli delle donne (carnevale 1796, Řím, Pallacorda di Firenze)
- Adelina Senese o sia l'Amore secreto (libreto Giovanni Bertati, 10. října 1797, Benátky, Teatro San Samuele)
- Il finto pittore (1800,Palermo, Teatro Santa Cecilia)
- L'eroismo ridicolo (libreto D. Piccinni, carnevale 1798, Neapol, Teatro Nuovo)
- Il Teseo riconosciuto (libreto Cosimo Giotti, 22. května 1798, Florencie, Teatro degli Intrepidi)
- La finta filosofa (libreto D. Piccinni, 1. července 1799, Neapol, Teatro Nuovo)
- La fuga in maschera (libreto Giuseppe Palomba, carnevale 1800, Neapol, Teatro Nuovo)
- I quadri parlanti (1800, Palermo, Teatro Santa Cecilia)
- Gli Elisi delusi (libreto M. Monti, 28. srpna 1800, Palermo, Teatro Santa Cecilia)
- Gli amanti in cimento, o sia Il geloso audace (libreto Giovanni Bertati, 3. listopadu 1801, Řím, Teatro Valle)
- Le metamorfosi di Pasquale, o sia Tutto è illusione nel mondo (libreto Giuseppe Foppa, carnevale 1802, Benátky, Teatro San Moisè)
- La petite maison (libreto Joseph Marie Armand Michel Dieulafoy a N. Gersin, 12. května 1804, Paříž, Opéra-Comique, Salle Feydeau)
- Milton (libreto Victor-Joseph Étienne de Jouy a Joseph Marie Armand Michel Dieulafoy, 27. listopadu 1804, Paříž, Opéra Comique, Salle Favart)
- Julie, ou Le pot de fleurs (libreto Antoine Gabriel Jars, 12. března 1805Paříž, Opéra Comique, Salle Favart)
- La Vestale (libreto Victor-Joseph Étienne de Jouy podle divadelní hry Monumenti antichi inediti (1767) Johann Joachim Winckelmanna, 15. prosince 1807, Paříž, Opéra National de Paris|Opéra; 26. prosince 1824, Milán, Teatro alla Scala)
- Fernando Cortez ou La conquête de Mexique (libreto Victor-Joseph Etienne de Jouy e Joseph-Alphonse d'Esménard, 28. listopadu 1809;Paříž, Opéra National de Paris)
- Pélage, ou Le roi et la paix (libreto Victor-Joseph Etienne de Jouy, 23. srpna 1814, Paříž, Opéra National de Paris)
- Les dieux rivaux, ou Les fêtes de Cythère(spoluautoři Rudolphe Kreutzer, Louis-Luc Loiseau de Persius a Henri Montan Berton, opera-balet, libreto Joseph Marie Armand Michel Dieulafoy a Charles Brifaut, 21. června 1816, Paříž, Opéra National de Paris)
- Olympie (libreto Joseph Marie Armand Michel Dieulafoy a Charles Brifaut, podle Voltaire, 22. prosince 1819, Paříž, Opéra National de Paris)
- Nurmahal, oder das Rosenfest von Caschmir (libreto Carl Alexander Herklots podle Lalla Rookh Thomase Moora, 27. května 1822, Berlín, Königliches Opernhaus)
- Alcidor (libreto Marie-Emmanuel-Guillaume Théaulon de Lambert a C. Nutty podle Rochon de Chabannes, 23. května 1825, na oslavu sňatku Federico d'Orange-Nassau a Luisa di Prussia (1808-1870)|Luisa di Prussia, Berlín, Königliches Opernhaus)
- Agnese di Hohenstaufen (libreto Ernst Raupach, 28. května 1827, Berlín, Königliches Opernhaus)

### Ostatní hudba pro divadlo
- L'eccelsa gara, kantáta, text Luigi Balocchi, Paříž, L'Impératrice (Salle Louvois), 8. února 1806
- Tout le monde a tort, vaudeville, Malmaison, 17. března 1806
- Lalla Rûkh, Festspiel, text S.H. Spicker podle Thomase Moora, Berlín, Palazzo reale, 27. května 1822
- Qui vive, qui spiro la bella che adoro, árie s obligátním klarinetem
- Sentimi, o padre amato, scéna a árie
- Se non piange un infelice, árie
- Immagini funeste, duet
- Parlami Eurilla mia, duet
- Grand Bacchanale pro orchestr

### Árie a dueta
- Consiglio a Nice, arietta, text Giovanni Battista Bordese (Paříž, kolem 1804)
- Sensations douces, mélancoliques et douleureuses (Paříž, kolem 1804)
- 3 romanze (Paříž, kolem 1804):
- 3 romances (Paříž, kolem 1805):
- 3 duos italiens (Paříž, kolem 1806):
- Les adieux d'un jeune croisé (Paříž, kolem 1806)
- Les riens d'amour (Paříž, kolem 1806)
- Flambeau d'amour (Paříž, kolem 1811)
- 3 nocturnes, text Pietro Metastasio, per due voci (Paříž, kolem 1811)
- La nouvelle Valentine: stances élégiaques sur la mort de … Monseigneur le duc de Berry (Paříž, 1820)
- Tout deuil: romance sur la mort du duc de Berry (Paříž, 1820)
- Stances sur la mort de S.A.R. Mons. le duc de Berry, text Desaugiers (Paříž, 1820)
- Les pleurs de Béarnais: romance sur la mort du Duc de Berry, text Delagarde (Paříž, 1820)
- Mignon's Lied, text Goethe (Berlín, 1830)
- 4 romances (Berlín, kolem 1831):
- Zephir und die Träume (Berlín)
- 6 oeuvres nouvelles (Paříž, forse 1839):
- L'adieu (Paříž, 1840)
- Che non mi disse un dì (Berlín, kolem 1840)
- Spontini's Lebewohl an seine Freunde in Berlin, text Spontini (Berlín, 1842)
- A quinze ans, text Gayrard (Berlín, 1840–1850)
- L'orphelin du malheur (Berlín, 1840–50)
- Ben mio ricordati, text Metastasio
- La charité (Paříž, kolem 1855)
- L'inconstance
- Le retour
- Canzonetta tarantina, per soprano e basso continuo (Paříž, kolem 1795)
- La pêche de l'ambre: chant de Prusse orientale, duet (Paříž, 1832)
- Ma dernière plainte au bord de mon tombeau (Paříž, 1838)

### Sbory
- Leta voce et fide vera
- Preussischer Volksgesang (Borussia), text J.F.L. Duncker, sbor a orchestr, (Berlín, 1818)
- Gebet, Duetto und Hymnus (kantáta, Berlín, 1826)
- Gott segne den König (kantáta, text Herklotz, Halle, 12. září 1829
- An den Frieden, pro tenor, sbor a orchestr, 1831
- Les cimbres, chant de guerre, pro dva tenory, baryton a klavír
- Begrüsst den Tag, slavnostní hymnus, 1840
- Domine salvum fac regem nostrum (pro sóla, sbor varhany, violoncello a kontrabas, 1840)
- Jesu Christe Domine, ofertorium, pro mužské hlasy, dva sbory a varhany (Paříž, 1854)
- Domine Jesu pro sbor a varhany

### Instrumentální hudba
- Notturno pro orchestr, Neapol, 1795
- Ballo marziale pro vojenskou hudbu
  - I Evoluzioni militari
  - II Preludio ai combattimenti ed alla vittoria sul campo di Marte
- Geschwindmarsch pro vojenskou hudbu (in Sammlung von Märschen für türkische Musik zum bestimmten Gebrauch der königlichen preussischen Armée)
- 4 Fackeltänze pro orchestr
- Les charmes d'un fête, divertissement pro klavír